# Michel Van Aerde
Michel Van Aerde (Zomergem, 2 de outubro de 1933 – 11 de agosto de 2020) foi um ciclista belga que disputou entre 1956 e 1966, conseguindo 31 vitórias. Conquistou o título do Campeonato da Bélgica em Estrada de 1961 e a segunda colocação da Volta à Flandres de 1962.
Morreu no dia 11 de agosto de 2020, aos 86 anos.

## Palmarés
- 1955
  - 1º na Beveren-Waas
- 1956
  - 1º em Melsele
  - 1º no Stadsprijs Geraardsbergen
- 1957
  - 1º no Stadsprijs Geraardsbergen
  - 1º na Paris-Valenciennes
  - 1º no Troféu dos Três Países
  - Vencedor de uma etapa no Tour de Normandia
  - Vencedor de 2 etapas no Critèrium du Dauphiné Libéré
- 1959
  - 1º na St Lieven-Esse
  - Vencedor de uma etapa na Paris-Nice
- 1960
  - Vencedor de uma etapa ao Tour de France
- 1961
  - Campeão da Bélgica em Estrada
  - 1º em Erembodegem
  - 1º em Zonnegem
  - 1º no Circuito das 3 Províncias
  - Vencedor de uma etapa ao Tour de France
- 1962
  - Vencedor de uma etapa à Volta a Bélgica
- 1963
  - 1º no Grande Prêmio de Burst

### Resultados no Tour de France
- 1959. 22º da classificação geral
- 1960. 24º da classificação geral. Vencedor de uma etapa
- 1961. 13º da classificação geral. Vencedor de uma etapa
- 1962. Abandona (14ª etapa)
- 1963. Abandona (16ª etapa)
- 1964. 58º da classificação geral
- 1965. 35º da classificação geral

### Resultados na Volta a Espanha
- 1964. 24º da classificação geral
- 1965. Abandona